# Parville
Parville és un municipi francès situat al departament de l'Eure i a la regió de Normandia. L'any 2007 tenia 286 habitants.

## Demografia

### Població
El 2007 la població de fet de Parville era de 286 persones. Hi havia 124 famílies de les quals 32 eren unipersonals (20 homes vivint sols i 12 dones vivint soles), 60 parelles sense fills i 32 parelles amb fills.
La població ha evolucionat segons el següent gràfic:
Habitants censats

### Habitatges
El 2007 hi havia 137 habitatges, 130 eren l'habitatge principal de la família, 2 eren segones residències i 5 estaven desocupats. Tots els 137 habitatges eren cases. Dels 130 habitatges principals, 118 estaven ocupats pels seus propietaris, 10 estaven llogats i ocupats pels llogaters i 2 estaven cedits a títol gratuït; 2 tenien dues cambres, 14 en tenien tres, 35 en tenien quatre i 78 en tenien cinc o més. 104 habitatges disposaven pel capbaix d'una plaça de pàrquing. A 58 habitatges hi havia un automòbil i a 63 n'hi havia dos o més.

### Piràmide de població
La piràmide de població per edats i sexe el 2009 era:
| Homes | Edats   | Dones |
| ----- | ------- | ----- |
| 0     | 95 o +  | 0     |
| 0     | 90 a 94 | 0     |
| 0     | 85 a 89 | 0     |
| 8     | 80 a 84 | 0     |
| 8     | 75 a 79 | 16    |
| 4     | 70 a 74 | 8     |
| 12    | 65 a 69 | 0     |
| 8     | 60 a 64 | 12    |
| 12    | 55 a 59 | 0     |
| 20    | 50 a 54 | 20    |
| 16    | 45 a 49 | 16    |
| 8     | 40 a 44 | 8     |
| 8     | 35 a 39 | 16    |
| 8     | 30 a 34 | 4     |
| 12    | 25 a 29 | 16    |
| 12    | 20 a 24 | 0     |
| 8     | 15 a 19 | 4     |
| 12    | 10 a 14 | 4     |
| 12    | 5 a 9   | 4     |
| 12    | 0 a 4   | 8     |

## Economia
El 2007 la població en edat de treballar era de 196 persones, 133 eren actives i 63 eren inactives. De les 133 persones actives 127 estaven ocupades (67 homes i 60 dones) i 6 estaven aturades (4 homes i 2 dones). De les 63 persones inactives 36 estaven jubilades, 12 estaven estudiant i 15 estaven classificades com a «altres inactius».

### Ingressos
El 2009 a Parville hi havia 122 unitats fiscals que integraven 290 persones, la mediana anual d'ingressos fiscals per persona era de 23.622 €.

### Activitats econòmiques
Dels 17 establiments que hi havia el 2007, 5 eren d'empreses de construcció, 5 d'empreses de comerç i reparació d'automòbils, 1 d'una empresa d'hostatgeria i restauració, 1 d'una empresa immobiliària, 3 d'empreses de serveis, 1 d'una entitat de l'administració pública i 1 d'una empresa classificada com a «altres activitats de serveis».
Dels 7 establiments de servei als particulars que hi havia el 2009, 2 eren tallers de reparació d'automòbils i de material agrícola, 1 paleta, 2 guixaires pintors, 1 electricista i 1 restaurant.
L'any 2000 a Parville hi havia 5 explotacions agrícoles.

## Equipaments sanitaris i escolars
L'únic equipament sanitari que hi havia el 2009 era una ambulància.

## Poblacions més properes
El següent diagrama mostra les poblacions més properes.